# Kōichi Iijima
Kōichi Iijima (飯島耕一 Iijima Kōichi?) (25 de febrero de 1930 – 14 de octubre de 2013) fue un poeta, novelista y traductor japonés. Él era un miembro de la Academia de Arte de Japón.
Murió el 14 de octubre de 2013, en un hospital del síndrome de mala absorción de Tokio.